# Dale Earnhardt

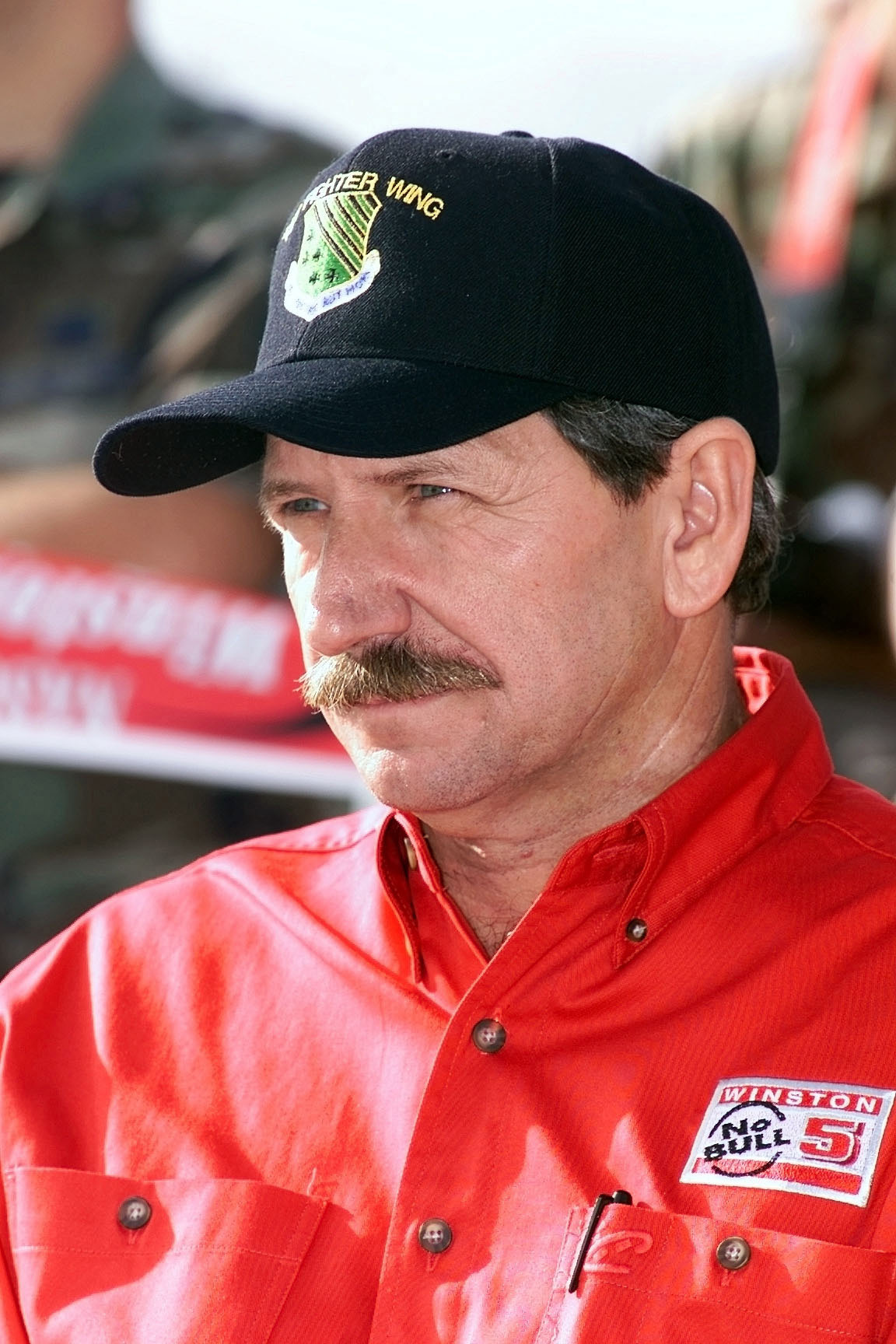
Dale Earnhardt

Dale Earnhardt (n. 29 aprilie 1951, Kannapolis, Carolina de Nord, SUA — d. 18 februarie 2001, Daytona, Florida) a fost un pilot din campionatul NASCAR, considerat de mulți cel mai bun pilot din istoria acestui campionat. Humphy Wheeler, proprietarul circuitului de la Charlotte a spus despre el că "a fost Michael Jordan al acestui sport", în timp ce Bill France Jr. îl considera pe Dale "cel mai mare pilot care a existat vreodată". Dale Earnhardt a câștigat de 7 ori NASCAR Winston Cup (1980, 1986, 1987, 1990, 1991, 1993, 1994) fiind, alături de Richard Petty, singurul pilot cu 7 titluri în acest campionat. Dale Earnhardt este și deținătorul recordului de victorii pe circuitul de la Daytona, cu nu mai puțin de 34 de victorii pe celebrul circuit. Însă ghinionul a făcut ca Dale Earnhardt să nu câștige decât o singură dată celebra Daytona 500, în 1998. În ciuda faptului că Richard Petty are tot 7 titluri de campion, nu mai puțin de 200 de victorii (față de 76 ale lui Dale) și 7 victorii la Daytona 500 (față de una singura a lui Dale), epocile în care au concurat cei doi nu pot fi comparate. Petty de multe ori a concurat aproape singur într-o epocă în care avea cea mai bună mașină, acesta fiind singurul pilot care lua startul în absolut toate cursele.
Pe 18 februarie 2001, Earnhardt a murit într-un accident brusc în ultima tură în timpul cursei Daytona 500, un eveniment considerat în industria curselor ca fiind un moment crucial în îmbunătățirea siguranței în toate aspectele curselor de mașini, în special NASCAR. Earnhardt a fost introdus în numeroase halls of fame, inclusiv în clasa inaugurală NASCAR Hall of Fame, în 2010.

### Premii
- A fost premiat cu Order of the Long Leaf Pine de către Guvernatorul Jim Hunt, din Carolina de Nord, în 1994.[5]
- A fost introdus în North Carolina Sports Hall of Fame în 1994.[6]
- Earnhardt a fost numit unul din NASCAR's 50 Greatest Drivers în 1998.
- Earnhardt a fost numit postmortem "NASCAR's Most Popular Driver" în 2001. Aceasta a fost sîngura dată când a primit acest premiu.
- A fost introdus postmortem în Motorsports Hall of Fame of America[7] în 2002, un an după moartea să.
- A fost introdus postmortem în Oceanside Rotary Club Stock Car Racing Hall of Fame la Daytona Beach în 2004.
- A fost introdus postmortem în Internațional Motorsports Hall of Fame în 2006.
- Earnhardt a fost numit primul pe lista ESPN a "NASCAR's 20 Greatest Drivers" în 2007, în fața lui Richard Petty.
- A fost introdus postmortem în Automotive Hall of Fame în 2006.
- A fost introdus postmortem în Inaugural Class of the NASCAR Hall of Fame pe 23 May, 2010.
- În 2020 s-a fost anunțat că Earnhardt a fost introdus prin vot în Indianapolis Motorspeedway Hall of Fame.[8]

1. ↑  Enciclopedia Universală Britanica. Litera. 2010. p. 216.
2. ↑  Pierce, Daniel S. (aprilie 2008), Earnhardt, Dale (29 April 1951–18 February 2001), race-car driver, American National Biography Online, Oxford University Press, accesat în 12 mai 2021
3. ↑  Pierce, Daniel S. (aprilie 2008), Earnhardt, Dale (29 April 1951–18 February 2001), race-car driver, American National Biography Online, Oxford University Press, accesat în 12 mai 2021
4. ↑  Kim, Kakyom; Jogaratnam, Giri (6 decembrie 2019), „Analysis of the Nascar Hall of Fame Exhibition Event: A Generation-Based Market Segmentation Approach”, Event Management, 23 (6), pp. 913–926, doi:10.3727/152599518x15403853721312, ISSN 1525-9951, accesat în 12 mai 2021
5. ↑  Hunt, James B. (1982<-2010>), Addresses and public papers of James Baxter Hunt, Jr., governor of North Carolina, Memory F. Mitchell, Jeffrey J. Crow, Jan-Michael Poff, North Carolina. Governor, North Carolina. Governor, Division of Archives and History, Dept. of Cultural Resources, ISBN 0-86526-178-4, OCLC 11289200, accesat în 12 mai 2021 Verificați datele pentru: |date= (ajutor)
6. ↑  [Band electronic structures and crystal packing forces]. Progress report, [March 1992--February 1993], 1 martie 1993, accesat în 12 mai 2021
7. ↑  Pierce, Daniel S. (aprilie 2008), Earnhardt, Dale (29 April 1951–18 February 2001), race-car driver, American National Biography Online, Oxford University Press, accesat în 12 mai 2021
8. ↑  „Archived”, Definitions, Qeios, 2 februarie 2020, accesat în 12 mai 2021